# Parán
Parán, conocido como la tierra del durazno, es un pueblo que pertenece al distrito de Leoncio Prado, está ubicado en la parte noroeste de la capital Santa Cruz, en Perú.

## Población
Tiene cerca de 300 pobladores. El 75 % de los pobladores se encuentra afectado de retinitis pigmentosa, una extraña enfermedad que provoca progresivamente ceguera.

## Relieve
Presenta un relieve muy accidentado y escabroso, está constituido por tres montañas o cumbres en los cuales se pueden apreciar diversas arquitecturas del tiempo de los incas, en alguna ocasiones restos humanos y otros restos, lo cual está en el completo olvido por estar muy distante de la ciudad. 
En una de las cumbres que está ubicado en la parte noroeste de dicho lugar se localiza el pueblo de Parán más o menos por la mitad del flanco oriental del cerro. Además el pueblo de Parán al presentar un relieve muy escabroso también es un pueblo que es muy rico en minerales, porque desde hace mucho tiempo se está llevando una exploración de los tres cerros y en uno de ellos detectaron desde hace mucho tiempo mina, pero últimamente según los estudios de la compañía Andean Exploration han detectado que es una mina muy rica en oro y otros minerales de muy buena calidad como la plata y el uranio.

## Economía local
Se encuentra a más de 2020 m sobre el nivel del mar, pose una tierra y un clima muy apropiado para diversos tipos de cultivos lo cual sustenta la economía de los campesinos, de entre los productos más cultivados: la siembra de papas, maíz, palto entre otros, pero actualmente el producto de bandera que acumula más entrada de dinero o aumento de economía para el pueblo es la venta de melocotones de la variedad huayco con calidad de exportación. Esta fruta por ser muy vulnerable al clima y a las enfermedades del ambiente requiere de diversos insecticidas y sobre todo de un clima muy apropiado para su buena producción, clima que solo puede brindarlo dicho lugar.
En la actualidad la exportación es a Brasil, Ecuador, Chile y Bolivia.